# 越南人民军第346师
越南人民軍第346師是越南人民軍陸軍下屬部隊，成立於1978年。

## 領導
師長：阮克輝（Nguyễn Khắc Huy）大校
政委：阮雄孟（Nguyễn Hùng Mạnh）大校
副師長、參謀長：范文仲（Phạm Văn Trọng）大校
副師長：阮文和（Nguyễn Văn Hòa）大校
副政委：阮高慶（Nguyễn Cao Khánh）大校

## 編制
1978年時的編制：
- 第246團（“新潮團”），成立於1948年6月30日
- 第677團，成立於1977年6月30日
- 第567團，成立於1975年1月15日，人民武裝力量英雄